# Општина Медиешу Аурит (Сату Маре)
Медиешу Аурит (рум. Medieşu Aurit) општина је у Румунији у округу Сату Маре.
Oпштина се налази на надморској висини од 135 m.